# 甲酸苯乙酯
甲酸苯乙酯（英語：phenethyl formate），化学式C9H10O2，是一种有机酯类化合物。存在于许多植物中，具有香味。可作为香水、化妆品等日用品的香精；同时也可作为食用香精，用于调配果香型香精。

## 分布
甲酸苯乙酯在自然界中存在于许多植物挥发性精油中，如小果咖啡、香莢蘭、樱桃、覆盆子、波森莓、黑莓以及蓝莓等越橘属植物。一些虫类，如蚊子和甲虫可以对释放的甲酸苯乙酯做出反应。

## 性质与用途

### 性质
甲酸苯乙酯为无色至微黄色液体，有玫瑰、菊花、风信子、西洋菜青叶样香气，有药香香韵。略有甜味。其香气类似苯乙二甲缩醛，但更干尖。香气较飘不持久。它的香气较乙酸苯乙酯清强。苯乙醇是青甜的玫瑰香气，其甲酸酯化后形成的甲酸苯乙酯香气增青增强而转入青香，变成风信子气味。
沸点226℃。闪点91℃，比重1.06，微溶于水（溶解度1.413 g/L），溶于大多数有机溶剂。甲酸苯乙酯不稳定，置久遇水分会水解出具有难闻气味的甲酸，故作为香精时不单独使用。

### 用途
甲酸苯乙酯可作为日用品香精和食用香精使用。日用品包括化妆品、高档香水、洗发水、香皂、其他盥洗用品，同时也可用在家用清洁剂和洗涤剂等非化妆品中。可用于调配铃兰、兰花、丁香、玫瑰、水仙、风信子、晚香玉、依兰、紫丁香、草兰、水仙等各种花精油，并可作为矫香剂。一般只作为苯乙醇的提调香气，与苯乙醇、乙酸苯乙酯复配使用，中用量在5%以内。
可少量添加至食品中，用于调制苹果、香蕉、杏、桃、梨、李、樱桃、梅子、草莓及蜜香等果香型香精。
2008年，国际香料协会（IFRA）统计甲酸苯乙酯全球用量约为1-10公吨。

### 安全性
甲酸苯乙酯的口服半数致死量（LD50）为3.4 g/kg（大鼠）和2.44 g/kg（小鼠），兔子皮试LD50>5.3 g/kg。其被美国联邦紧急措施署（FEMA）认定为公认安全（GRAS）物质，并被FDA允许添加至食品中。欧盟则将其列入B类物质清单（需完善安全信息-水解研究）。世界卫生组织和粮食及农业组织食品添加剂联合专家委员会（JECFA）认定甲酸苯乙酯作为食品添加剂使用时，在现有规定剂量内不会引起安全问题。

## 制备
甲酸苯乙酯主要由苯乙醇与甲酸在浓硫酸等催化剂作用下进行酯化反应得到，也可由苯甲酸甲酯与苯乙醇经酯交换制得。
它可由苯乙醇、二甲基甲酰胺和三聚氯氰在氟化锂存在下于二氯甲烷中反应制得。它也能由苯乙醇和甲酸乙酯在三氟甲磺酸铋催化下的酯交换反应得到。

## 延伸阅读
- D. McGinty ,  C.S. Letizia , A.M. Api. . Food and Chemical Toxicology. 2012, 50 (S2): S425-S429. doi:10.1016/j.fct.2012.02.067.